# Jogos Gays

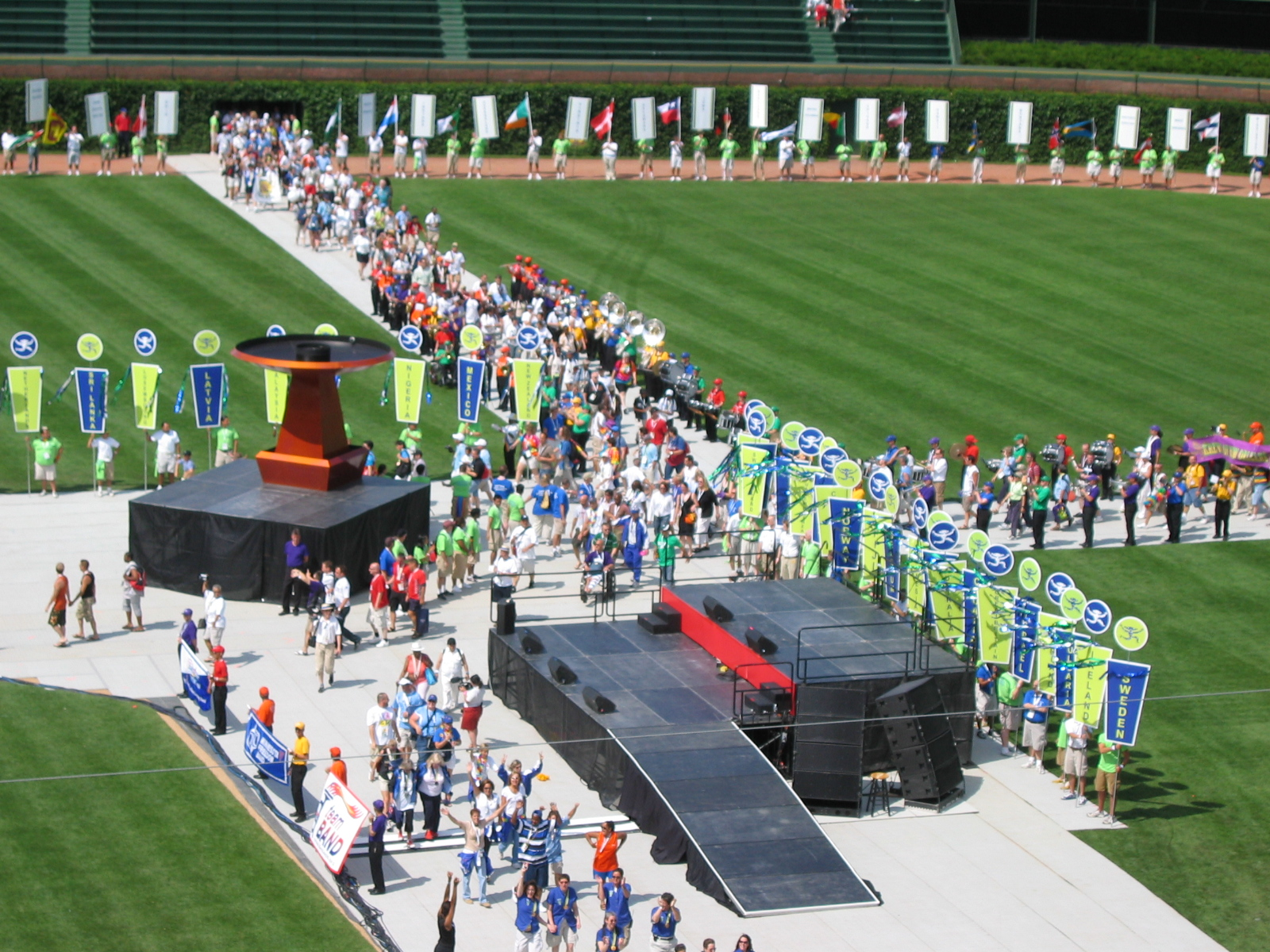
Cerimônia de encerramento dos Jogos Gays de 2006

Os Jogos Gays são o maior evento cultural e desportivo voltado para atletas, artistas, músicos, entre outras pessoas associadas à comunidade LGBT+. Neles participam pessoas de diversas orientações sexuais e níveis desportivos diferentes. Originalmente nomeado como "Olimpíadas Gays", teve início em São Francisco em 1982, a partir de uma ideia concebida por Tom Waddell, cujo objetivo foi de promover o espírito de inclusão e participação, bem como a busca do crescimento pessoal num evento desportivo. O evento mantém muitas semelhanças com os Jogos Olímpicos, incluindo uma chama e uma pira dos Jogos Gays, que é acesa no começo das celebrações.
Os jogos são abertos para as pessoas participarem, sem restrição a orientações sexuais e Identidade de gênero. Não existem padrões de qualificação para participar nas competições. O evento reúne pessoas do mundo inteiro, sendo que muitas dessas advêm de países que criminalizam a homossexualidade.
O evento é criticado, pois na visão de alguns membros da comunidade LGBT+ estão a juntar-se apenas com pessoas da mesma orientação sexual,  pois os Jogos Olímpicos não fazem restrição à orientação sexual de seus participantes. Muitos levantam o fato dos membros gostarem de uma "Olimpíada exclusiva".
A  Federação dos Jogos Gays (FJG) é o órgão base do evento.

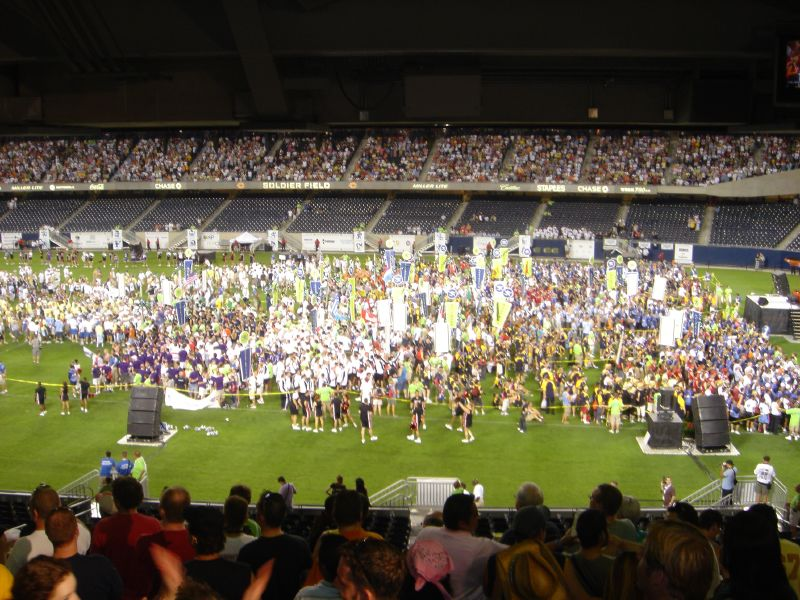
Jogos Gays de Chicago

### Jogos Gays de Amsterdã em 1998

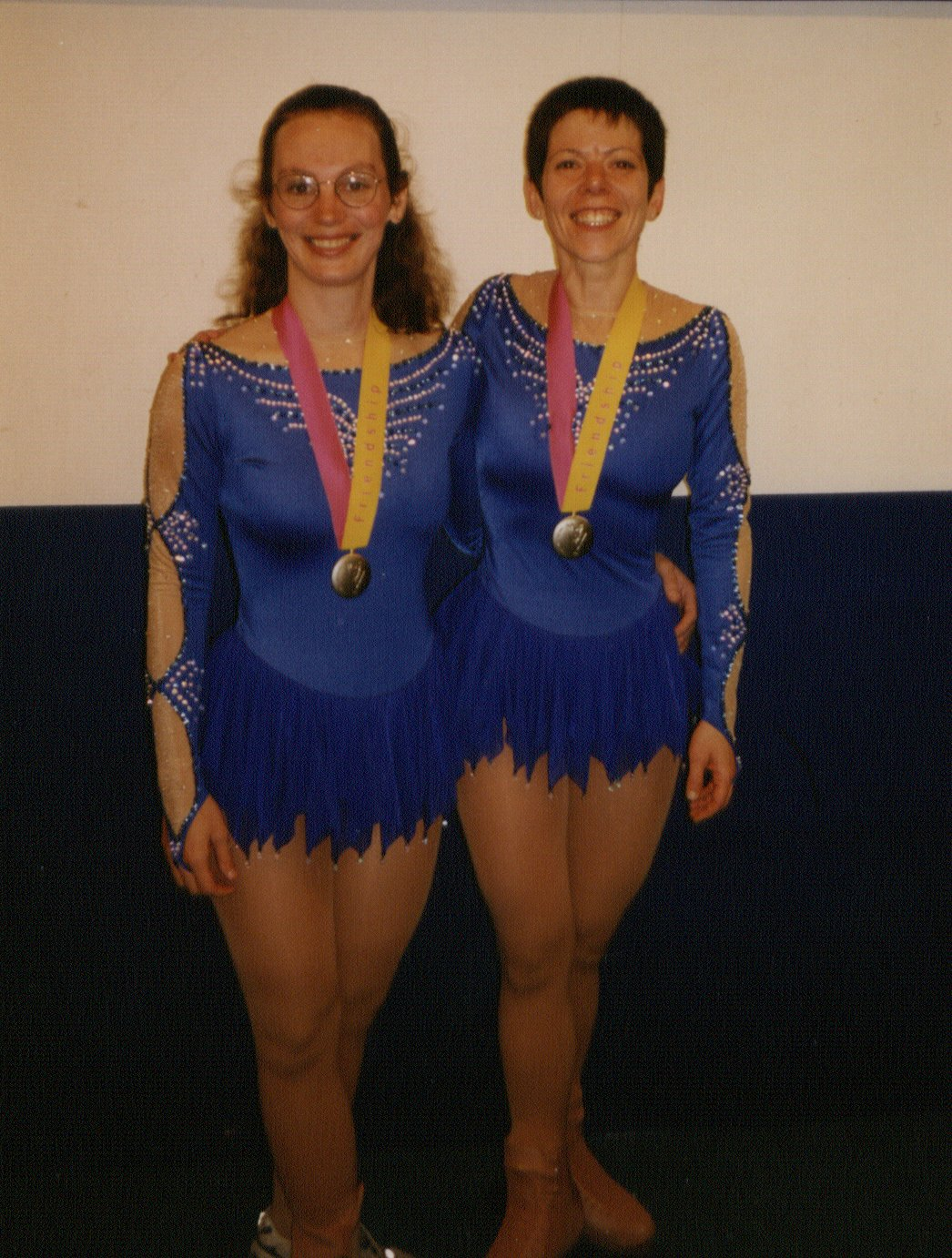
Competidoras do jogos de 1998

## Cidades-sede

### Jogos Gays de Sydney em 2002
Sydney ganhou a disputa de sediar os jogos de 2002 concorrendo com as cidades de Montreal, Toronto, Long Beach / Los Angeles, e Dallas.

### Jogos Gays de Chicago em 2006
Os  7º Jogos Gays ocorreram em Chicago, EUA, de 15 de julho até 22 de Julho entre muitas controvérsias.

### Jogos Gays de Cologne em 2010
Gay Games VIII ocorreu em Colônia, Alemanha, de 31 de julho a 6 de agosto de 2010. Colônia foi selecionada durante o encontro anual da FJG que ocorreu em Chicago em 14 de novembro de 2005. Ele marca a segunda vez em que o evento foi realizado na Europa, tendo o primeiro ocorrido em Amsterdã no ano de  1998.
No dia 16 de março do mesmo ano, a FJG anunciou que os candidatos favoritos para o evento em 2010 eram Colônia, Johannesburg e Paris.

## Controvérsias
Tom Waddell, o fundador dos Jogos Gays, queria que os jogos se chamassem "Olimpíadas Gays," todavia uma ação na justiça movida três dias antes do evento, em 1982, fizeram-no mudar o nome dos jogos.
Os organizadores do evento foram processados pelo Comitê Olímpico Internacional (COI) e pelo Comitê Olímpico dos EUA, (USOC). A Lei Amateur Sports Act de 1978, deu exclusividade ao USOC dos direitos da palavra Olimpíada, ou em inglês "Olympics" dentro dos Estados Unidos. Os acusadores afirmaram que a lei deveria ser corretamente aplicada, pois se os Nebraska Rat Olympics e os Police Olympics não podiam usar o termo, os Jogos Gays também não o poderiam.
Algumas autoridades, como Jeff Sheehy, co-autor da lei de San Francisco que trata de direitos civis gays  e antigo presidente da "Lesbian, Gay, Bisexual, Transgender Democratic Club", Harvey Milk , acredita que a homofobia é a motivadora da ação judicial. Ele cita a autorização de uso da palavra "Olympics" nos  Special Olympics  e em outras organizações, sendo isso um forte indício de homofobia.
Outros defensores do COI, como Daniel Bell, afirma que através da historia do COI a instituição usou ações judiciais contra o uso do termo, não sendo os Jogos Gays os únicos alvos destas. Desde 1910, o COI tem tomado medidas, inclusive judiciais, para proibir que outras organizações usem o termo "Olimpíadas".
Até mesmo a FIFA toma atitudes parecidas na defesa do termo World Cup, sendo que o SBT, foi até proibido de usar o termo em suas vinhetas nos intervalos durante a copa de 2010.
Em 2009, um documentário chamado Claiming the Title: Gay Olympics on Trial foi produzido e exibido em diversos festivais de filmes. O assunto sobre o termo "Olimpíadas" também foi levantado por um curta de David Sector, chamado Take the Flame! Gay Games: Grace Grit & Glory.
Nos anos seguintes à ação judicial, os Jogos Olímpicos e os Jogos Gays diminuíram as suas hostilidades e começaram a trabalhar juntos, como em campanhas contra o HIV nos Jogos Gays de Nova Iorque em 1994 e nos jogos de Verão de 1996 em Atlanta.

## Jogos Gays de Inverno em 1986
Os planos para implantar os Jogos Gays de Inverno, para começarem em fevereiro de 1986 em Denver, Colorado, falharam devido a problemas financeiros e logísticos. Não houve outras tentativas para criar o evento, embora em Whistler, British Columbia, no Canadá aconteça uma competição anual.

## Montreal
Em 2001, a organização do concurso de Montréal, Canadá ganhou o direito de negociar com a FJG o acordo de licenciamento para sediar os jogos em 2006, mas após dois anos de negociações,  Montreal interrompeu as negociações em 2003, no encontro anual da FJG em Chicago. Havia três principais pontos de discórdia, sobre as quais nenhuma das partes parecia concordar:
- Proporção do evento.
- Orçamento.
- Transparência de recursos.

Com o enfraquecimento da economia global após ataques terroristas internacionais de 11 de Setembro, a FJG queria que Montreal se planejasse para o sucesso dos Jogos Gays, mesmo se a participação do público não satisfizesse as projeções otimistas de Montreal de 24 mil participantes, o dobro do nível de participação do ano anterior dos Jogos Gays em 2002. Devido a problemas financeiros em eventos anteriores, a FJG também pediu transparência dos recursos em Montreal, junto de suas  as atividades financeiras. Depois que Montreal se recusou a continuar nas negociações, a FJG realizou uma segunda rodada de licitações em Chicago e Los Angeles, que estendeu bem recebido propostas para sediar os jogos de 2006 na primeira rodada junto com Montreal e Atlanta, escolheu a oferta. Finalmente, a FJG adjudicou os Jogos Gays na cidade de Chicago.

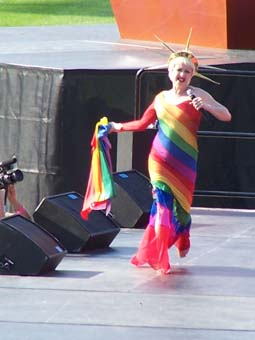
Irmã de Cyndi Lauper, na final dos Jogos Gays Chicago (2006)

O comitê de Montreal decidiu criar uma própria federação e organizar um outro evento aos moldes dos Jogos Gays sem a sanção da FJG, evento esse batizado de World Outgames.
Devido à limitação de recursos pessoais e organizacionais, muitos indivíduos e participantes da equipe foram forçados a escolher entre os jogos de Chicago e o World Outgames Montreal 2006, situação agravada por que os dois eventos ocorriam com uma  semana de intervalo. A cerimônia de encerramento dos Jogos Gays de Chicago em 22 de julho de 2006 foi apenas 7 dias antes da cerimônia de abertura do World Outgames Montreal em 29 de julho de 2006. Isso significava que as pessoas que concorreram ou trabalharam em Chicago teriam pouco tempo de recuperação antes de Montreal. A separação resultou em uma diminuição da qualidade da competição atlética em ambos os eventos, porque não poderiam participar todos os atletas de todas as modalidades.  Poucas equipes foram capazes de trazer todos os seus atletas em ambos os eventos, no wrestling, 100 lutadores competiram em Chicago (comparando com o Jogos Gays anterior), mas apenas 22 competiram em Montreal, de longe o número mais baixo para qualquer grande torneio internacional.
Desde 2006, a necessidade de um segundo evento multidesportivo global tem sido alvo de diversos debates,  especialmente após os números finais de 2006. Os jogos de Chicago terminou sem dívidas e todas as contas pagas. Em contrapartida, o Montreal World Outgames terminou com 5,3 milhões de dólares canadenses em dívida.
Hong Kong foi anunciada como a cidade-sede dos 11º Jogos Gays, em um evento de gala no Hotel de Ville, em Paris, em 30 de Outubro de 2017. Eles venceram com uma nítida maioria de votos, no primeiro turno da votação. É a primeira vez que os Jogos Gays foram realizados no continente asiático.